# 柑子瀨
柑子瀨，原寫為柑仔瀨，是新北市瑞芳區的一個地名，位於該區中部。相較於今日行政區，其範圍大致為柑坪里不含最西端。

## 歷史
台灣清治末期，柑子瀨地區為一街庄，稱為「柑仔瀨庄」，隸屬於基隆堡。該庄西與龍潭堵庄為鄰，北側西段與深澳庄為鄰，北側東段及東側與焿仔藔庄為鄰，南側東段為九芎橋庄，南側中西段隔基隆河與三爪仔庄交界。
1901年（日治明治三十四年）11月，該庄隸屬於基隆廳，編入第三區。1905年（明治三十八年）7月，第三區改名「瑞芳庄」。1920年（大正九年），該庄改制為「柑子瀨」大字，隸屬於臺北州基隆郡瑞芳街，大字下有「柑子瀨」、「苧子潭」小字名。
戰後瑞芳街改制為瑞芳鎮，隸屬於臺北縣，大字亦改制為里。2010年12月，臺北縣升格為新北市，瑞芳鎮改制為瑞芳區。

## 交通
台鐵宜蘭線經過柑子瀨地區西南部，境內並未設站，東側最近的是猴硐車站，屬三等站，停靠部分的莒光號及全部的區間車，西側最近的是瑞芳車站，屬一等站，停靠部分的自強號、莒光號、復興號及全部的區間車。由此等車站往東可前往宜蘭、羅東、花蓮、台東等地，往西可在七堵車站連接縱貫線以前往基隆、台北、桃園、新竹及中南部各地。
市道102號經過本地區西部及中北部，往東可前往雙溪，往西可前往瑞芳市區、基隆。

## 學校
- 瑞柑國小